# Dokument
Dokument sadrži informacije. Često se referira na stvarni pisani ili snimani proizvod i namijenjen je komunikaciji ili pohranjivanju kolekcije podataka. Dokumenti su često fokus i interes administracije. Riječ se također upotrebljava kao glagol „dokumentirati“ opisujući proces stvaranja dokumenta.
Izraz dokument može biti primijenjen na bilo koji prikaz namjere, ali se najčešće koristi za nešto fizičko kao jedan ili više ispisanih listova papira ili za „virtualni“ dokument u elektroničkom (digitalnom) formatu.

## Tipovi dokumenta
Dokumenti su ponekad klasificirani kao tajni, privatni ili povjerljivi. Također mogu biti opisani kao skica (eng. draft) ili dokaz (eng. proof).  Kada je dokument kopiran,  na izvor se referira kao na original.
Postoje prihvaćeni standardi za specifične primjene u različitim poljima, kao npr.:
- Akademskom: teza, disertacija, rad, časopis

- Poslovanje i knjigovodstvo: račun, predračun, narudžbenica, ponuda, ugovor

- Pravo i politika: poziv, certifikat, licenza, službene novine

- Vlada i industrija: naredbeni papir

- Mediji i marketing: sažetak, nacrt izgleda novinske stranice, brzopis - skript

Takvi standardni dokumenti mogu biti napravljeni bazirajući se na obrascima (eng. template).

## Vizualni dizajn
Izgled stranice (eng. page layout) jednog dokumenta je način na koji su informacije grafički uređene u prostoru dokumenta (npr. na stranici);  obično je to odgovornost grafičkog dizajnera.  Tiskarstvo se bavi dizajnom slova i obliku simbola, kao i fizičkim uređenjem dokumneta (vidi typesetting – slovoslagarstvo). Dizajn informacija se fokusira na efektivnoj komunikaciji o informacijama, pogotovo u industrijskim dokumentima i javnim znakovima.

## Povijest
Tradicionalno, medij dokumenta je bio papir i informacija je prenesena na njega pomoću tinte, ili rukom (kako bi se napravio rukom pisani dokument) ili putem nekog mehaničkog procesa (kao npr. proces štampanja ili danas češće s laserskim printerom).
Kroz vrijeme, dokument se pisao i na papirusu s tintom (počeci toga su bili u Egiptu) ili na pergament; ostrugani kao rune na kamenu koristeći oštro oruđe; utisnuti ili urezeani u glinu te tada pečeni kako bi nastala glinena ploča (npr. razne Mezopotamske civilizacije). Papir, papirus i pergament mogu se umotati kao svitak (eng. scroll) ili izrezati na listove te uvezati u knjigu. Danas kratki dokumenti mogu također se sastojati od listova papira spojenih zajedno.
Moderni elektronski načini pohrane i prikaza dokumenata uključuju:
- Radnu površinu i monitor (ili laptop, stolni PC, itd.); opcionalno s ispisivačem kako bi zadržali čvrstu kopiju

- Osobni digitalni asistent (PDA)

- Namjenski e-knjiga uređaj

- Elektronski papir

- Informacijski uređaji

- Digitalni audio playeri

- Radio i televizijski servis dobavljač

Digitalni dokument obično trebaju biti u specifičnom formatu kako bi bili korisni.

## U području prava
Na dokumente u svim oblicima često se gleda kao na materijalne dokaze u kaznenim i civilnim procesima. Forenzička analiza takvih dokumenata spada u domet istraživanja dokumenata dovedenih u pitanje. U svrhu popisivanja i organiziranja velikog broja dokumenata koji može nastati u tijeku sudske tužbe, često se primijenjuje numeriranje po Bates-u na sve dokumente tako da svaki dokument ima svoj jedinstveni, proizvoljan identifikacijski broj.